# Дејтон (Кентаки)
Дејтон (енгл. Dayton) град је у америчкој савезној држави Кентаки.

## Демографија
По попису из 2010. године број становника је 5.338, што је 628 (-10,5%) становника мање него 2000. године.
| Група             | 2000.         | 2010.         |
| Белци             | 5.839 (97,9%) | 5.108 (95,7%) |
| Афроамериканци    | 27 (0,5%)     | 27 (0,5%)     |
| Азијати           | 10 (0,2%)     | 14 (0,3%)     |
| Хиспаноамериканци | 35 (0,6%)     | 89 (1,7%)     |
| Укупно            | 5.966         | 5.338         |